# دير توما
دير توما قرية في ناحية صلنفة التابعة لمنطقة الحفّة في محافظة اللاذقية. بلغ عدد سكانها 556 نسمة حسب تعداد عام 2004.